# Syzygium houttuyniifolia
Syzygium houttuyniifolia är en myrtenväxtart som beskrevs av Peter Shaw Ashton. Syzygium houttuyniifolia ingår i släktet Syzygium och familjen myrtenväxter. Inga underarter finns listade i Catalogue of Life.